# Макс Ільгнер
Макс Ільгнер (нім. Max Ilgner; 28 червня 1899, Бібесгайм-ам-Райн — 28 березня 1966, Шветцинген) — німецький підприємець, один із керівників концерну I.G. Farben, доктор наук (1923).

## Біографія
Син голови секретаріату BASF, племінник Германа Шміца. В 1913 році вступив у Головний кадетський корпус Берліна-Ліхтерфельда. В 1918 році брав участь у боях Першої світової війни. В 1919 році почав вивчати хімію, економіку, металургію і право в Шарлоттенбурзі і Франкфурті-на-Майні, паралельно пройшов комерційне і банківське навчання. В 1923-24 роках працював у Стокгольмі. В 1924 році став керівником відділу закупок компанії Cassella Farbwerke Mainkur, згодом — її директором. В 1925 році компанія стала частиною I.G. Farben. З 1926 року — уповноважений підписант I.G. Farben. З 1933 року — член так званого F-гуртка. З 1934 року — директор аміачного заводу в Мерзебурзі і представник I.G. Farben. В 1935-36 роках — заступник голови Центральноєвропейського економічного дня. З 1938 року — дійсний член правління I.G. Farben. В 1937 році вступив у НСДАП і Німецький робітничий фронт.
З 1939 року — директор заводу з виробництва буни в Шкопау. Під час Другої світової війни був членом ряду контрольних і адміністративних рад, включаючи підконтрольні Імперському міністерству економіки «Південно-східний комітет Імперської промислової групи» і «Імперську робочу групу з економічних питань».  Як голова центрального фінансового управління I.G. Farben здійснював зв'язок із рядом підприємств, а також брав участь у фінансовому використанні підприємств на окупованих територіях. В 1945 році заарештований американськими військами. На Нюрнберзькому процесі у справі I.G. Farben був визнаний винним у «грабунку і крадіжках» і засуджений до 3 років ув'язнення.
Після звільнення в 1948 році очолив відновлення Еспелькампа від імені Німецької євангельської церкви і Вестфальської земельної церкви. В 1952 році заснував Міжнародне товариство християнського розвитку. В 1955 році очолив шведсько-голландську хімічну компанію. В 1961 році вийшов на пенсію.

## Сім'я
В 1920-х роках одружився із шведкою. В шлюбі народились 3 дітей.

## Вшанування пам'яті
В Еспелькампі є вулиця, названа на честь Ільгнера.

## Нагороди
- Залізний хрест 2-го класу
- Медаль «За відвагу» (Гессен)
- Почесний хрест ветерана війни з мечами
- Лідер воєнної економіки (1938)